# Eduard Lensing
Eduard Lensing (* 20. April 1920 in Reeserward; † 27. August 2004 in Rees) war ein deutscher Landwirt und Politiker (CDU). Er war von 1969 bis 1972 Mitglied des Deutschen Bundestages.

## Leben
Nach dem Abitur 1938 am Gymnasium in Emmerich absolvierte Lensing eine Landwirtschaftslehre auf dem Gut Eichholz bei Bonn. Von 1940 bis 1945 nahm er als Soldat am Zweiten Weltkrieg teil, zuletzt als Leutnant der Reserve und Batteriechef. Bei Kriegsende geriet er in britische Gefangenschaft, aus der er 1945 entlassen wurde. Danach kehrte er nach Reeserward zurück, wo er sich dem Wiederaufbau des in Familienbesitz befindenden Bauernhofs widmete.
Lensing trat 1948 in die CDU ein und fungierte von 1955 bis 1962 als Vorsitzender des CDU-Kreisverbandes Rees. 1962 wurde er Vorsitzender des Agrarausschusses der CDU Rheinland.
Lensing war ab 1949 Ratsmitglied und Bürgermeister der Gemeinde Reeserward. Nach der kommunalen Neugliederung war er von 1969 bis 1974 Ratsmitglied der Stadt Rees. Von 1952 bis 1961 war er Kreistagsmitglied des Kreises Rees und dort ab 1955 Fraktionssprecher der CDU. Des Weiteren war er ab 1965 Mitglied der Landschaftsversammlung Rheinland.
Dem Deutschen Bundestag gehörte Lensing von 1969 bis 1972 an. Er war über die Landesliste der CDU Nordrhein-Westfalen ins Parlament eingezogen. Im Bundestag war er von 1969 bis 1972 Mitglied des Innenausschusses und von Dezember 1970 bis 1972 des Ausschusses für Ernährung, Landwirtschaft und Forsten. 1969 war er Mitglied der fünften Bundesversammlung zur Wahl des Bundespräsidenten.

## Ehrungen
- 1972: Verdienstkreuz 1. Klasse der Bundesrepublik Deutschland[3]